# Radków
Radków là một thị trấn thuộc huyện Kłodzki, tỉnh Dolnośląskie ở miền tây nam Ba Lan. Thị trấn có diện tích 15 km². Đến ngày 1 tháng 1 năm 2011, dân số của thị trấn là 2414 người và mật độ 161 người/km².